# Nônio Ático Máximo
Nônio Ático Máximo (em latim: Nonius Atticus Maximus) foi um político romano do século IV que esteve ativo no Ocidente durante o reinado dos imperadores Valentiniano II (r. 375–392) e Teodósio (r. 378–395). Cristão, pertenceu à aristocracia senatorial e foi amigo de Quinto Aurélio Símaco. Presumivelmente era filho de Nônio Tineio Tarrutênio Ático e Máxima e talvez irmão de Nônia Máxima, a esposa de Aviânio Vindiciano.
Máximo foi prefeito pretoriano da Itália entre 383-384 e então cônsul posterior com Cesário em 397. Em uma das fontes que fazem menção a ele, Máximo é estilizado como homem claríssimo e ilustre. Ele foi o recipiente da epístola VII de Símaco, bem como a epístola 88 de Santo Ambrósio, e se sabe que era dono duma propriedade em Tibur, na Itália.